# Rezerwat przyrody Bukowiec Jabłonowski
Rezerwat przyrody Bukowiec Jabłonowski – leśny rezerwat przyrody położony w województwie mazowieckim w gminie Jabłonna. Przylega do południowo-wschodniej granicy miasta Legionowa.
Lasy mieszane z przewagą dębu, z udziałem sosny, buka i brzozy brodawkowatej, sporadycznie dorodnych egzemplarzy brzozy czarnej. Wysypowe rozmieszczenie odnawiającego się buka poza jego naturalnym zasięgiem. Typ siedliskowy zróżnicowany od borów aż po grądy, z przewagą starych drzewostanów iglastych i liściastych.
- Powierzchnia – 37,74 ha[1]
- Rok utworzenia – 1990
- Przedmiot ochrony – zróżnicowany wiekowo i gatunkowo drzewostan leśny ze stanowiskami buka zwyczajnego i brzozy czarnej.

Nazwa rezerwatu pochodzi od osady leśnej Bukowiec. Wiek pojedynczych dębów i buków rosnących w rezerwacie sięga 160 lat, natomiast z chronionych gatunków tam występujących warto wymienić naparstnicę zwyczajną, bielistkę siwą i chrobotka leśnego. Głównym zagrożeniem dla rezerwatu są gatunki obce oraz stale postępująca antropopresja wynikająca z jego położenia w bezpośrednim sąsiedztwie Legionowa i Jabłonny.